# Retalhuléu (municipio)
Retalhuléu es un municipio y también la capital  del departamento de Retalhuléu, localizado a 190 km de la Ciudad de Guatemala en la República de Guatemala. Con más de 109,000 habitantes, es el municipio más grande y más poblado de dicho departamento. Es conocido por ser un municipio de abundante comercio y por sus ricas zonas ganaderas. La fecha de su feria patronal se celebra del 2 al 12 de diciembre en honor a la Virgen de la Concepción, en la cual se realizan eventos religiosos, culturales, deportivos, exposiciones ganaderas, corridas de toros y competencias hípicas.
Después de la Independencia de Centroamérica en 1821, Retalhuléu fue parte del Circuito de Mazatenango en el Distrito N.º11 (Suchitepéquez) para la administración de justicia.  Luego formó parte del efímero Estado de Los Altos que fue creado por los criollos liberales en 1838.  Este estado fue recuperado por la fuerza y reintegrado al Estado de Guatemala por el general mestizo conservador Rafael Carrera en 1840.

## Geografía física

### Topografía e Higrodrafía
En el municipio no posee elevaciones de origen volcánico; en el norte, alcanza los 1,050 msn debido a que se inicia el sistema montañoso de la Sierra Madre; en el resto del municipio es completamente plano. En el sur del municipio, se encuentra algunas masas de agua como quebradas, arroyos, esteros, lagunetas y algunos ríos que atraviesan y desembocan en el mar como el Río Naranjo, el Río Samalá y el Río Ocosito. En el sureste y oeste posee costas en el océano Pacífico, aunque en el sur-centro no los posee ya que el municipio de Champerico lo rodea en ese sector.

### Clima
Según la Clasificación de Köppen, su clima predomina el Monzónico o Subecuatorial (Am). Su orografía es uno de los factores importantes, por eso las temperaturas promedio son altas, y por estar situado en la veriente del Océano Pacífico, su variabilidad es nula.
Debido a sus condiciones orográficas, en la temporada de lluvias recibe precipitaciones altas, los cuales promedian los 3,100 mm anuales, esto a que la humedad proveniente del océano Pacífico es muy fuerte (incluidos las ondas tropicales del este que son muy perceptibles en la mayoría de los municipios de baja altitud), y la combinación de las altas temperaturas, provocan lluvias copiosas y constantes.
| Parámetros climáticos promedio de Retalhuléu | Parámetros climáticos promedio de Retalhuléu | Parámetros climáticos promedio de Retalhuléu | Parámetros climáticos promedio de Retalhuléu | Parámetros climáticos promedio de Retalhuléu | Parámetros climáticos promedio de Retalhuléu | Parámetros climáticos promedio de Retalhuléu | Parámetros climáticos promedio de Retalhuléu | Parámetros climáticos promedio de Retalhuléu | Parámetros climáticos promedio de Retalhuléu | Parámetros climáticos promedio de Retalhuléu | Parámetros climáticos promedio de Retalhuléu | Parámetros climáticos promedio de Retalhuléu | Parámetros climáticos promedio de Retalhuléu |
| Mes                                          | Ene.                                         | Feb.                                         | Mar.                                         | Abr.                                         | May.                                         | Jun.                                         | Jul.                                         | Ago.                                         | Sep.                                         | Oct.                                         | Nov.                                         | Dic.                                         | Anual                                        |
| -------------------------------------------- | -------------------------------------------- | -------------------------------------------- | -------------------------------------------- | -------------------------------------------- | -------------------------------------------- | -------------------------------------------- | -------------------------------------------- | -------------------------------------------- | -------------------------------------------- | -------------------------------------------- | -------------------------------------------- | -------------------------------------------- | -------------------------------------------- |
| Temp. máx. media (°C)                        | 32.2                                         | 32.2                                         | 33.8                                         | 32.9                                         | 32.9                                         | 31.9                                         | 32.1                                         | 32.2                                         | 30.7                                         | 30.5                                         | 30.6                                         | 30.6                                         | 31.9                                         |
| Temp. media (°C)                             | 25.4                                         | 25.6                                         | 27.4                                         | 27.0                                         | 27.6                                         | 26.9                                         | 27.1                                         | 27.0                                         | 26.0                                         | 25.6                                         | 25.3                                         | 24.7                                         | 26.3                                         |
| Temp. mín. media (°C)                        | 18.7                                         | 19.1                                         | 21.0                                         | 21.1                                         | 22.3                                         | 22.0                                         | 22.1                                         | 21.8                                         | 21.3                                         | 20.7                                         | 20.1                                         | 18.8                                         | 20.8                                         |
| Precipitación total (mm)                     | 12                                           | 17                                           | 46                                           | 130                                          | 362                                          | 527                                          | 439                                          | 419                                          | 563                                          | 490                                          | 126                                          | 23                                           | 3154                                         |
| Fuente: Climate-Data.org                     |                                              |                                              |                                              |                                              |                                              |                                              |                                              |                                              |                                              |                                              |                                              |                                              |                                              |

## Gobierno municipal
Los municipios se encuentran regulados en diversas leyes de la República, que establecen su forma de organización, lo relativo a la conformación de sus órganos administrativos y los tributos destinados para los mismos.  Aunque se trata de entidades autónomas, se encuentran sujetas a la legislación nacional. Las principales leyes que rigen a los municipios en Guatemala desde 1985 son:
| N.º | Ley                                                | Descripción |
| --- | -------------------------------------------------- | --- |
| 1   | Constitución Política de la República de Guatemala | Tiene una regulación legal específica para los municipios en los artículos 253 al 262. |
| 2   | Ley Electoral y de Partidos Políticos              | Ley de carácter constitucional aplicable a los municipios en el tema de la conformación de sus autoridades electas. |
| 3   | Código Municipal                                   | Decreto 12-2002 del Congreso de la República de Guatemala. Tiene la categoría de ley ordinaria y contiene preceptos generales aplicables a todos los municipios, e inclusive contiene legislación referente a la creación de los municipios.             |
| 4   | Ley de Servicio Municipal                          | Decreto 1-87 del Congreso de la República de Guatemala. Regula las relaciones entra la municipalidad y los servidores públicos en materia laboral. Tiene su base constitucional en el artículo 262 de la constitución que ordena la emisión de la misma. |
| 5   | Ley General de Descentralización                   | Decreto 14-2002 del Congreso de la República de Guatemala. Regula el deber constitucional del Estado, y por ende del municipio, de promover y aplicar la descentralización y desconcentración económica y administrativa.                                |

El gobierno de los municipios de Guatemala está a cargo de un Concejo Municipal mientras que el código municipal —que tiene carácter de ley ordinaria y contiene disposiciones que se aplican a todos los municipios de Guatemala— establece que «el concejo municipal es el órgano colegiado superior de deliberación y de decisión de los asuntos municipales […] y tiene su sede en la circunscripción de la cabecera municipal». Por último, el artículo 33 del mencionado código establece que «[le] corresponde con exclusividad al concejo municipal el ejercicio del gobierno del municipio».
El concejo municipal se integra con el alcalde, los síndicos y concejales, electos directamente por sufragio universal y secreto para un período de cuatro años, pudiendo ser reelectos.
Existen también las Alcaldías Auxiliares, los Comités Comunitarios de Desarrollo (COCODE), el Comité Municipal del Desarrollo (COMUDE), las asociaciones culturales y las comisiones de trabajo. Los alcaldes auxiliares son elegidos por las comunidades de acuerdo a sus principios, valores, procedimientos y tradiciones, estos se reúnen con el alcalde municipal el primer domingo de cada mes. Los Comités Comunitarios de Desarrollo y el Consejo Municipal de Desarrollo tiene como función organizar y facilitar la participación de las comunidades priorizando necesidades y problemas.

## Historia

### Tras la Independencia de Centroamérica
La constitución del Estado de Guatemala promulgada el 11 de octubre de 1825 —y no el 11 de abril de 1836, como numerosos historiadores han reportado incorrectamente — creó los distritos y sus circuitos correspondientes para la administración de justicia según el Código de Lívingston traducido al español por José Francisco Barrundia y Cepeda; Retalhuleu era parte del Circuito de Mazatenango en el Distrito N.º11 (Suchitepéquez), junto con el propio Mazatenango, Samayac, San Lorenzo, San Gabriel, Santo Domingo, Sapotitlán, San Antonio Suchitepéquez, San Bernardino y Santo Tomás.

### El efímero Estado de Los Altos
Durante la colonia española, y culminando con la administración del gobierno del Dr. Mariano Gálvez, los criollos y ladinos de Los Altos tenían resentimiento contra los comerciantes de la Ciudad de Guatemala —los miembros del Clan Aycinena—, quienes monopolizaban el comercio y se oponían rotundamente a la construcción de un puerto en el Pacífico y de una carretera que le sirviera a Los Altos para comerciar con países extranjeros directamente. Por su parte, los indígenas eran muy religiosos y miraban con recelo las políticas laicas impulsadas por el gobierno liberal de Gálvez, gracias a la labor de los curas párrocos que les decían que esas políticas iban en contra la religión.
A partir del 3 de abril de 1838, cuando ya estaba colapsando el gobierno de Gálvez, el área de Retalhuléu fue parte de la región que formó el efímero Estado de Los Altos, el cual fue autorizado por el Congreso de la República Federal de Centro América el 25 de diciembre de ese año forzando a que el Estado de Guatemala se reorganizara en siete departamentos y dos distritos independientes el 12 de septiembre de 1839:
- Departamentos: Chimaltenango, Chiquimula, Escuintla, Guatemala, Mita, Sacatepéquez, y Verapaz
- Distritos: Izabal y Petén[15]

Pero tras varios combates, el general guatemalteco Rafael Carrera recuperó el territorio de Los Altos para Guatemala e impuso un régimen duro y hostil para los liberales altenses, pero bondadoso para los indígenas de la región —derogando el impuesto personal— y para los eclesiásticos restituyendo los privilegios de la religión católica; llamando a todos los miembros del cabildo criollo les dijo tajantemente que se portaba bondadoso con ellos por ser la primera vez que lo desafiaban, pero que no tendría piedad si había una segunda vez. El 26 de febrero de 1840 el gobierno de Guatemala colocó a Los Altos bajo su autoridad y el 13 de agosto nombró al corregidor de la región, el cual servía también como comandante general del ejército y superintendente.

### Demarcación política de Guatemala de 1902
En 1902, el gobierno del licenciado Manuel Estrada Cabrera publicó la Demarcación Política de la República, y en ella se describe a Retalhuléu así: «su cabecera es la ciudad del mismo nombre, a 200 km de la capital y 298 metros sobre el nivel del mar, es de clima caliente, y las principales producciones vegetales son: maíz, frijo, café cacao y banana.  Tiene muy buenos potreros, y sus habitantes, además de las labores agrícolas, se dedican a la crianza de ganado».

## Sitios arqueológicos
A aproximadamente quince kilómetros al este de Retalhuléu se encuentra Abaj Takalik -uno de los sitios arqueológicos más antiguos de Guatemala.  En este sitio se han encontrado templos, plataformas ceremoniales y alfarería de la civilización Olmeca.

## Ciudadanos ilustres
- Aura Argentina de León Rubio de Ayuso (1923-2014), poetisa, educadora, literata y política.
- Tomás Ayuso Pantoja (1923-1987), comerciante, alcalde, gobernador y diputado.
- Luz Méndez de la Vega (1919-2012)[20] escritora, periodista, actriz y poetisa guatemalteca.  Como investigadora se concentró en rescatar la obra de las escritoras de Guatemala.

## Otras cabeceras departamentales
| Departamento | Cabecera       | Departamento  | Cabecera              | Departamento  | Cabecera      | Departamento   | Cabecera       |
| ------------ | -------------- | ------------- | --------------------- | ------------- | ------------- | -------------- | -------------- |
| Alta Verapaz | Cobán          | Baja Verapaz  | Salamá                | Chimaltenango | Chimaltenango | Chiquimula     | Chiquimula     |
| El Progreso  | Guastatoya     | Quiché        | Santa Cruz del Quiché | Escuintla     | Escuintla     | Huehuetenango  | Huehuetenango  |
| Izabal       | Puerto Barrios | Jalapa        | Jalapa                | Petén         | Flores        | Quetzaltenango | Quetzaltenango |
| Jutiapa      | Jutiapa        | Sacatepéquez  | Antigua Guatemala     | San Marcos    | San Marcos    | Santa Rosa     | Cuilapa        |
| Sololá       | Sololá         | Suchitepéquez | Mazatenango           | Totonicapán   | Totonicapán   | Zacapa         | Zacapa         |